# Autoritarismo de derechas
El autoritarismo de derechas (right-wing authoritarianism o RWA) es el nombre dado en psicología a un rasgo de personalidad caracterizado por una tendencia natural a someterse a la autoridad, a sustentarla agresivamente en relación con los demás y a actuar de manera conformista en pensamiento y acción. Su prevalencia está sujeta a variaciones de cultura a cultura, ya que depende en gran medida del entorno y la crianza. Fue definida por Bob Altemeyer basándose en las reflexiones de Theodor Adorno.
El término puede llevar a engaño, ya que no implica concebir el autoritarismo como algo exclusivamente ligado a la derecha política, sino como una modalidad concreta dentro de un espectro. Según el sistema de Altemeyer, la única diferencia radica en que un autoritario de derechas se someterá a una figura de autoridad dentro de la jerarquía social, mientras que un autoritario de izquierdas se someterá igualmente, sólo que a figuras de autoridad que buscan el derrocamiento de este sistema. Para Altemeyer, el nazismo comenzó como un ejemplo de autoritarismo de izquierdas antes de su ascenso político, y pasó a ser autoritarismo de derechas en el momento en el que se hizo con el poder en Alemania.

## Autoritarismo de izquierdas
Se han hecho numerosas propuestas en Estados Unidos y Canadá para identificar el autoritarismo de izquierdas, un concepto homólogo que englobaría a las personas con tendencia a adherirse las figuras de autoridad dentro de las corrientes de la izquierda política, las cuales denotarían también unos puntos de vista convencionalistas y una conducta agresiva hacia opositores a su rama. Este concepto salió a la luz con un estudio sobre 13 países de Europa del Este pertenecientes a la esfera comunista y postcomunista.
Durante la guerra fría se estableció un paralelismo marcado entre la población con tendencias autoritarias en ambos lados del telón de acero. Los autoritarios en Estados Unidos promulgaban la ideología anticomunista, mientras que los que habitaban en la Unión Soviética gravitaban naturalmente hacia el apoyo del PCUS y la oposición al capitalismo. De esto se deduce que el autoritarismo favorece las maneras establecidas y se opone a la divergencia social y política, cualesquiera que sea su orientación básica. Otro estudio extendió la investigación al terreno religioso, en el que personas de tendencia progresista mostraban cualidades autoritarias cuando se les sometía a un cuestionario sobre el cristianismo conservador. Un estudio de 2017 encontró un evidencias pronunciadas de estas actitudes, que otros tres estudios en 2020 corroborarían.
La escala de dogmatismo de Milton Rokeach fue concebida para medir el autoritarismo puro sin importar su orientación política, midiendo específicamente el rasgo de la cerrazón o no apertura mental, aunque se encontró que correlacionaba de forma significativa con el conservadurismo inglés clásico. En una línea similar, Tetlock encontró en 1984 que las creencias de derechas se asocian a una menor complejidad integrativa que las de izquierda, si bien la mayor puntuación en este concepto se alcanzó en el liberalismo moderado.